# 罗洞庄
罗洞庄是中国广东省广州市从化区的一个自然村。在太平镇东面约4000米，属屈洞村管辖。清朝建村，因村民姓罗，且此地属屈洞，故命名为罗洞庄。1998年时，全村人口138人。